# Serenade to a Soul Sister
| Recensione | Giudizio |
| ---------- | -------- |
| AllMusic   | [ 1 ]    |

Serenade to a Soul Sister è un album discografico attribuito alla The Horace Silver Quintet Featuring Stanley Turrentine, pubblicato dalla casa discografica Blue Note Records nel giugno del 1968.

## Tracce

### LP
Tutti i brani sono composizioni di Horace Silver.
Lato A
1. Psychedelic Sally – 7:10 – Registrato il 23 febbraio 1968
2. Serenade to a Soul Sister – 6:15 – Registrato il 23 febbraio 1968
3. Rain Dance – 6:15 – Registrato il 23 febbraio 1968

Lato B
1. Jungle Juice – 6:40 – Registrato il 29 marzo 1968
2. Kindred Spirits – 5:50 – Registrato il 29 marzo 1968
3. Next Time I Fall in Love – 5:15 – Registrato il 29 marzo 1968

## Musicisti
Psychedelic Sally / Serenade to a Soul Sister / Rain Dance
- Horace Silver - pianoforte
- Stanley Turrentine - sassofono tenore
- Charles Tolliver - tromba
- Bob Cranshaw - contrabbasso
- Mickey Roker - batteria

Jungle Juice / Kindred Spirits / Next Time I Fall in Love
- Horace Silver - pianoforte
- Bennie Maupin - sassofono tenore (eccetto in Next Time I Fall in Love)
- Charles Tolliver - tromba (eccetto in Next Time I Fall in Love)
- John Williams - contrabbasso
- Billy Cobhan - batteria

Note aggiuntive
- Alfred Lion - produttore
- Registrazioni effettuate il 23 febbraio ed il 29 marzo 1968 al Van Gelder Studio di Englewood Cliffs, New Jersey (Stati Uniti)
- Rudy Van Gelder - ingegnere delle registrazioni
- Billy Cobhan - fotografie (fronte e retro) copertina album originale
- Forlenza Venosa Associates - design copertina album
- Makoto Wada - drawing di Horace Silver[3][4]